# Jakub Parnas

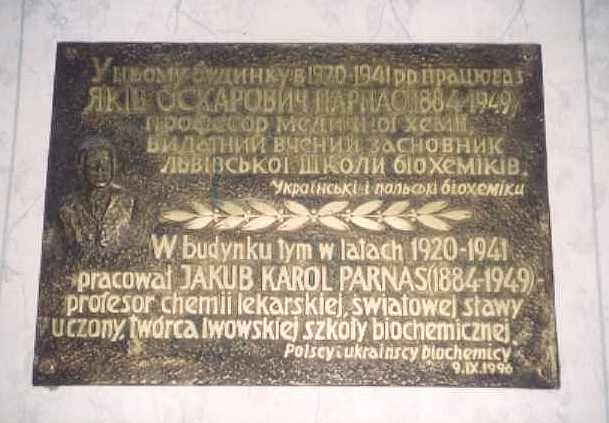
Tablica pamiątkowa poświęcona Parnasowi w budynku Akademii Medycznej we Lwowie

Jakub Karol Parnas (ur. 16 stycznia 1884 w Mokrzanach, zm. 29 stycznia 1949 w Moskwie) – polski chemik, pionier polskiej biochemii, twórca lwowskiej szkoły biochemicznej.

## Życiorys
Był synem właściciela ziemskiego. Ukończył gimnazjum we Lwowie w 1902, studiował w Technische Hochschule w Berlinie, które to studia ukończył w 1904, studiował także chemię organiczną i fizjologiczną w Strasburgu. Po uzyskaniu w 1906 dyplomu  pracował  na  Politechnice w Zurichu  pod  kierownictwem laureata Nagrody Nobla prof. Richarda Willstättera. Wyizolował  i  uzyskał  w  formie  krystalicznej  nieznany  dotąd,  trzeci  izomer naftochinonu,  2,3-naftochinon.  Odkrycie  to  było tematem dwóch  publikacji i  rozprawy doktorskiej obronionej w 1907 na Uniwersytecie Ludwika i Maksymiliana w Monachium.
W 1907 został zatrudniony jako asystent w pracowni Franza Hofmeistra w Instytucie Chemii Fizjologicznej Uniwersytetu Rzeszy w Strasburgu, spędził rok w Stacji Zoologicznej w Neapolu, gdzie  studiował  energetykę  mięśni gładkich u  bezkręgowców. W  1913 habilitował się  i  otrzymał  stanowisko  docenta  Uniwersytetu  w  Strasburgu, które zachował do 1918, mimo że w tym czasie przebywał już w Polsce. W 1913 został zaproszony do Cambridge, gdzie  kontynuował  badania  metabolizmu  mięśni we współpracy z Frederickiem G. Hopkinsem, autorytetem tej dziedziny, laureatem Nagrody Nobla.
Po wybuchu I wojny światowej Brytyjczycy zezwolili Parnasowi, poddanemu austriackiemu na powrót  do  kraju. Pracował w laboratorium  służby  zdrowia armii austro-węgierskiej.  Od 1 października 1916 kierował zorganizowanym przez siebie Zakładem Chemii Fizjologicznej spolonizowanego wówczas Uniwersytetu Warszawskiego, od 1 kwietnia 1919 był docentem tymczasowym tego przedmiotu. W roku akademickim 1918/19 wykładał też chemię analityczną na Wydziale Farmaceutycznym. W 1919 wstąpił ochotniczo do Wojska Polskiego, brał udział w wojnie polsko-bolszewickiej.
Zmieniwszy wyznanie, przeniósł się, głównie pod wpływem Franciszka Groera, do Lwowa. Od 1920 do 1941 był profesorem Uniwersytetu Jana Kazimierza we Lwowie, kierownikiem zakładu chemii lekarskiej wydziału lekarskiego, w latach 1930-1931 wykładał na Uniwersytecie w Zurychu.
W kwietniu 1937 został doktorem honoris causa uniwersytetu ateńskiego. Był członkiem Niemieckiej Akademii Nauk Leopoldina w Halle, wykładowcą na Uniwersytecie w Gandawie. Był członkiem czynnym Towarzystwa Naukowego we Lwowie, oraz członkiem PAU od 1931. W 1938 przewodził konferencji  o  zastosowaniu  izotopów radioaktywnych, zorganizowanej  przez Nielsa Bohra w  Kopenhadze. W 1939 otrzymał propozycję objęcia stanowiska visiting professor na Uniwersytecie w Gandawie, której nie przyjął, nie chcąc przerywać edukacji gimnazjalnej syna.
Po agresji ZSRR na Polskę, podczas pierwszej okupacji sowieckiej Lwowa (1939–1941) współpracował aktywnie z władzami sowieckimi i kontynuował działalność naukową. Od 15 grudnia 1940 członek rady obwodowej obwodu lwowskiego.
Po wybuchu wojny niemiecko-sowieckiej został ewakuowany do Kijowa, a potem do Ufy. W 1942 został laureatem Nagrody Stalinowskiej za całokształt badań nad chemizmem mięśni. W 1943 został przeniesiony do Moskwy, w latach 1943-1949 był dyrektorem Wydziału Chemii i Fizjologii Akademii Nauk Medycznych ZSRR w Moskwie. Był członkiem Akademii Nauk ZSRR (od 1942) i Akademii Nauk Medycznych ZSRR (od 1944). Uczestniczył w zjeździe Związku Patriotów Polskich w czerwcu 1943 w Moskwie i został wybrany do Centralnej Komisji Rewizyjnej Związku. Na wniosek ZPP został dokooptowany do Krajowej Rady Narodowej. Zorganizował w Moskwie pracownię chemii fizjologicznej Akademii Nauk ZSRR, tworząc ośrodek badawczy biochemii przemiany węglowodanowej. Była to jedna z pierwszych instytucji biochemicznych w ZSRR, prowadzono w niej badania przy użyciu izotopów, pozostawał jej dyrektorem do 1948.
Po zakończeniu wojny w 1945 zaproponowano mu objęcie katedr chemii fizjologicznej na Uniwersytecie Jagiellońskim, Uniwersytecie Wrocławskim i Uniwersytecie w Gandawie, jako profesorowi zwyczajnemu i honorowemu. Parnas wybrał katedrę w Krakowie, władze sowieckie nie zgodziły się jednak na opuszczenie przez niego ZSRR. W 1946 przyjechał do Krakowa i Wrocławia z wykładami. W 1945 został wybrany na członka Francuskiej Akademii Medycyny w Paryżu, otrzymał doktorat honorowy Sorbony oraz został członkiem towarzystw chemicznych w Londynie, Paryżu i Moskwie. W 1948 został członkiem czynnym Polskiej Akademii Umiejętności. Parnas nie mógł wrócić  do  Polski, władze sowieckie uniemożliwiły mu również uczestnictwo w  I  Międzynarodowym  Kongresie  Biochemii w  Londynie w 1948, któremu miał przewodniczyć.
W  Moskwie był często zapraszany do ambasad krajów zachodnich. Wyrażał  otwarcie swoje  poglądy i  publicznie  krytykował popierane przez WKP(b) i Stalina pseudonaukowe teorie Trofima Łysenki, nie zdając sobie  sprawy z zagrożeń, jakie wynikały w reżimie komunistycznym z jego zachowania. 29 stycznia 1949 został aresztowany w Moskwie przez MGB w związku ze sprawą Żydowskiego Komitetu Antyfaszystowskiego i związanych z nią falą policyjnych represji antysemickich. Według dokumentacji KGB zmarł tego samego dnia na zawał serca w czasie przesłuchania przez MGB na Łubiance.
Aż do roku 1960 nazwisko Parnasa było w ZSRR zakazane. Rehabilitacja uczonego nastąpiła w 1960, wydano wówczas w Moskwie jego Dzieła zebrane. W  latach 1960–1970 w piśmiennictwie sowieckim i podręcznikach przedstawiano go jako uczonego sowieckiego, zasłużonego dla biochemii w ZSRR.
Był twórcą lwowskiej szkoły biochemicznej, autorem wielu odkrywczych prac naukowych tłumaczonych na wiele języków obcych.  Wraz ze swoimi uczniami zajmował się przede wszystkim metabolizmem mięśni, odkrył m.in. fosforolizę glikogenu. Jako jeden z pierwszych na świecie zastosował metody izotopowe w biochemii (przy współpracy z Instytutem Nielsa Bohra w Kopenhadze), za pomocą których prześledził etapy przemian związków fosforowych w mięśniach. Nazwisko Parnasa zapisano w nauce w nazwie schematu EMP (schemat Embdena – Meyerhofa – Parnasa), opisującego ciąg przemian związków fosforowych w mięśniach od fosforolizy glikogenu do wytworzenia kwasu mlekowego.
Opublikował  130 oryginalnych  prac doświadczalnych oraz 46 prac  przeglądowych i książek, w tym m.in. podręcznik Chemia Fizjologiczna (1922).

## Życie prywatne
Pierwszą jego żoną była Raissa, z którą miał syna Gustawa Teodora (1908-1979) i córkę Claire Walter (1911–1972), malarkę. Dzieci spędziły całe życie we Francji i zmarły bezdzietnie. Po rozwodzie, ożenił się ponownie w 1920 z Renatą Taubenhaus. Z małżeństwa miał córkę Justynę (1921–1930) i syna Jana Oskara (1923-1995), żołnierza Armii Andersa, następnie II Korpusu Polskiego, uczestnika bitwy o Monte Cassino, po powrocie do Polski i ukończeniu medycyny na Uniwersytecie Wrocławskim  wieloletniego ordynatora oddziału chirurgii w szpitalu w Człuchowie. Renata Parnas wróciła  do  Polski w 1958,  w  ramach tzw. drugiej  repatriacji, mieszkała w Warszawie, zmarła w 1967.

## Odznaczenia
- Krzyż Oficerski Orderu Odrodzenia Polski (18 stycznia 1946, postanowieniem Prezydium KRN)[9][10]